# WISH (伊藤由奈のアルバム)
『WISH』（ウィッシュ）は、日本の歌手・伊藤由奈の2枚目のオリジナルアルバム。2008年2月20日発売。発売元はソニー・ミュージックレコーズ。

## 解説
- 大ヒットした1stアルバム『HEART』以来、約1年ぶりに発売された2ndアルバム。
- 初回生産限定盤のみ、収録シングルのビデオクリップが収録されたDVD付き、三方背BOX仕様、32P豪華ブックレット封入。通常盤とはジャケットが異なる。
- 2007年、彼女は初の全国ツアー、コラボレーションなど数多くの経験を経て、歌うことの意味を改めて自分に問い、このアルバムに「私の曲を聴いてくれるの人の力になりたい」という願いを込める。

## 収録曲

### CD
1. Power of Love
（作詞：野口圭、深野香／作曲・編曲：浅田将明／ストリングスアレンジ：弦一徹）
2. alone again
（作詞・作曲・編曲：百田留衣／ストリングスアレンジ：弦一徹 ）
3. あなたがいる限り ～A WORLD TO BELIEVE IN～
（作詞・作曲：Tino Izzo、Rosanna Ciciola／日本語詞：小林夏海／編曲：CHOKKAKU）
  - 10thシングル。セリーヌ・ディオンとのコラボレーション。
4. Urban Mermaid
（作詞：ヒワタリスツカ／作曲：田中隼人／編曲：浅田将明）
  - 9thシングル。アコースティックギターに押尾コータローを迎えた。
5. HEARTBEAT
（作詞：田中秀典、深野香／作曲・編曲：田中隼人）
  - 5thシングルのカップリング曲「Stay for Love」や1stアルバム『HEART』収録曲の「WORKAHOLOC」、「Nobody Knows」以来のハウス・ナンバー。
6. Colorful
（作詞：YOKE・NUTS／作曲・編曲：AKIRA）
  - 9thシングルのカップリング曲。
7. Unite As One
（作詞：野口圭／作曲：原一博／編曲：田中隼人／ストリングスアレンジ：弦一徹）
  - ニンテンドーDS『タイムホロウ 奪われた過去を求めて』エンディングテーマ。
8. Mahaloha
（作詞：伊藤由奈、Micro／作曲：下山亮平、Micro、伊藤由奈／編曲：Micro）
  - 8thシングル。元Def TechのMicroとのコラボレーションで、初の自作曲、初めて日本語で作詞。
9. A Long Walk
（作詞：深野香／作曲：大川カズト、Fumie Masuko／編曲：大川カズト）
  - エレクトロニカ系のアレンジ。
10. Moon Rabbit
（作詞・作曲・編曲：mugen）
11. I'm Here
（作詞：野口圭／作曲・編曲：原一博／ストリングスアレンジ：弦一徹）
  - 7thシングル。
12. Wish
（作詞：田中秀典／作曲・編曲：飛内将大／ストリングスアレンジ：弦一徹）
  - アルバムタイトル曲。テーマは「絆」。
13. Tokyo Days
（作詞：YOKE・NUTS／作曲：野間康介／編曲：Maestro-T）
  - 本人曰く「“今の伊藤由奈”です」。
14. MY HEART WILL GO ON（Bonus Track）
（作詞・作曲：James Horner、Will Jennings／編曲：Maestro-T／ストリングスアレンジ：弦一徹）
  - トリビュート・アルバム『TRIBUTE TO CELINE DION』収録曲。セリーヌ・ディオンの同名曲をカバー。

### DVD
1. I'm Here
2. Mahaloha
3. Urban Mermaid
4. あなたがいる限り ～A WORLD TO BELIEVE IN～

## 演奏
- 伊藤由奈
  - Vocal
  - Background Vocal (#1-6.9)
- 石成正人：Guitar (#1.2..137)
- 田邊晋一：Percussion (#1)
- 弦一徹：Strings Arrangement (#1.2.7.11.12.14)
- 弦一徹ストリングス：Strings (#1.2.3.7.11.12.14)
- Riko：Background Vocals (#1)
- 浅田将明：Programming & All Other Instruments (#1.4)
- 森田香織：Cello Solo (#2)
- 百田留衣：Programming & All Other Instruments (#2)
- セリーヌ・ディオン：Vocal, Background Vocals (#3)
- 種子田健：Bass (#3.10.12)
- CHOKKAKU：Acoustic Guitar, Electric Guitar, Programming & All Other Instruments (#3)
- Lucy Woodward：Background Vocals (#3)
- 押尾コータロー：Acoustic Guitar (#4)
- 関根健太郎：Electric Guitar (#4)
- シゲ山本：Keyboards (#4)
- オオヒナタハルコ：Background Vocals (#4.5.7.13914)
- 田中隼人：Keyboards & All Other Instruments (#5.7)
- AKIRA：Programming & All Instruments (#6)
- Micro (Def Tech)：Vocal (#8)
- Nagacho：Acoustic Guitar (#8)
- 草間敬：Programming (#8)
- 大川カズト：Programming & All Instruments (#9)
- 田中義人：Guitar (#10)
- 佐々木久美：Background Vocals, Chorus Arrangement (#10)
- mugen：Programming & All Other Instruments (#10)
- 川村ゆみ：Background Vocals (#11)
- 原一博：Programming & All Other Instruments (#11)
- 山口周平：Acoustic Guitar (#12)
- 蔦谷好位置：Piano (#12)
- 飛内将大：Programming & All Other Instruments (#12)
- 月嶋カリン：Background Vocals (#13.14)
- 竹本健一：Background Vocals (#13)
- 豊島吉宏：Programming & All Other Instruments (#13)
- 福原将宜：Guitar (#14)
- James：Background Vocals (#14)
- 二宮英樹：Chorus Arrangement (#14)

## タイアップ
- au「LISMO」CMソング（M-3）
- ユニリーバ・ジャパン「LUX Super Rich Shine」CMソング（M-4）
- フジテレビ系「めざましどようび」10-12月度テーマソング（M-6）
- コナミ「TIME HOLLOW -奪われた過去を求めて-」エンディングテーマ（M-7）
- コナミ「TIME HOLLOW -奪われた過去を求めて-」CMソング（M-7）
- レーベルモバイル「レコード会社直営♪サウンド」CMソング（M-8）
- 東宝配給映画「アンフェア the movie」主題歌（M-11）
- ガシー・レンカー・ジャパン「プロアクティブ」CMソング（M-13）

## 参考資料
- WHAT's IN? 2008年3月号